# Solução Pacífica
A Solução Pacífica (ou "Solução do Pacífico";em inglês:  Pacific Solution) é a solução oficial que a Austrália encontrou para impedir que pessoas que procuram asilo naquele país lá entrem, enviando-as para centros de detenção em várias ilhas do Oceano Pacífico, entre as quais Nauru e a ilha de Manus, na Papua-Nova Guiné, primeiramente entre 2001 e 2008, e novamente após 2012.

## História
Esta "solução" foi organizada em 2001, quando um barco de pesca de 20 metros, o Palapa, com 460 refugiados de vários países, principalmente do Afeganistão, ficou a ponto de afundar perto da ilha australiana de Christmas. A pedido das autoridades australianas, um navio norueguês, o MV Tampa, socorreu os refugiados, mas foi impedido de entrar em porto australiano. Depois de uma “guerra diplomática” entre a Noruega, a Austrália e a Indonésia (os australianos achavam que o barco tinha tido problemas em águas daquele país e ele era, portanto, responsável pelos refugiados), os refugiados foram levados por um navio da marinha australiana, o Manoora, que levou a maioria deles para Nauru, enquanto que aproximadamente 150 deles foram recebidos pela Nova Zelândia, que lhes deu asilo.[carece de fontes?]